# Robyn Cooper
Robyn Cooper (* 16. Januar 1972 in Brisbane) ist eine ehemalige australische Squashspielerin.

## Karriere
Robyn Cooper spielte ab 1989 auf der WSA World Tour. Ihre höchste Platzierung in der Weltrangliste erreichte sie mit Rang zwölf im September 1996. Im Einzel stand sie 1990 sowie von 1994 bis 1997 insgesamt fünfmal im Hauptfeld einer Weltmeisterschaft. Ihr bestes Resultat war das Erreichen des Achtelfinals 1997. 2006 wurde sie an der Seite von Sarah Fitz-Gerald Vizeweltmeister im Doppel. Sie unterlagen Shelley Kitchen und Tamsyn Leevey.
Sie spielte bei den Commonwealth Games 1998 und 2002. Im Damendoppel 1998 scheiterte sie mit Rachael Grinham im Finale an Sue Wright und Cassie Jackman und gewann damit Silber. 2002 gewann sie mit Joseph Kneipp die Bronzemedaille im Mixed. Mit der australischen Nationalmannschaft nahm sie 2000 und 2002 an der Weltmeisterschaft teil. 2000 wurde sie zunächst Vizeweltmeister, ehe sie zwei Jahre darauf den Titel gewann.

## Erfolge
- Weltmeister mit der Mannschaft: 2002
- Vizeweltmeister im Doppel: 2006 (mit Sarah Fitz-Gerald)
- Commonwealth Games: 1 × Silber (Doppel 1998), 1 × Bronze (Mixed 2002)